# Календарь филателиста
«Календа́рь филатели́ста» — периодическое издание, выпускавшееся в СССР ежегодно в 1965—1978 годы (кроме 1967 года). Представлял собой сборник популярных статей по различным вопросам филателии, оформленный в виде настольного календаря. Печатался в издательстве «Связь» в Москве и выходил в год, который предшествовал году, указанному на обложке календаря.

## Описание
Формат издания: 60 × 841/16 (145 × 200 мм), обложка мягкая.
Выпуски отличались занимательной и краткой подачей материалов, посвящённых знаменательным датам и событиям текущего года в СССР. Календари содержали статьи и заметки справочного порядка, советы по тематическому коллекционированию марок, познавательные сведения, сохраняющие свою актуальность и после окончания календарного года, освещаемого в выпуске. Календари были красочно оформлены и иллюстрированы. Первоначальный тираж 50 тыс. экземпляров вырос затем до 100 тыс.
Специфика издания обусловила отсутствие нумерации страниц «Календаря филателиста».

## Авторы
К составлению и редактированию ежегодника и написанию отдельных статей привлекались известные советские коллекционеры и популяризаторы филателии, такие как С. М. Блехман, Н. И. Владинец, А. И. Качинский, П. Ф. Мазур, И. Н. Меркулов, А. А. Миль, Е. П. Сашенков, М. П. Соколов, Е. Б. Соркин, Б. К. Стальбаум, В. А. Якобс и другие. Автором первого календаря стал В. Фице, впоследствии председатель совета московского филателистического клуба «Ленино-Дачное».

## Выпуски по годам
| №  | Год издания / год календаря | Составители                                                                    | Авторы статей | Тираж   |
| -- | --------------------------- | ------------------------------------------------------------------------------ | --- | ------- |
| 1  | 1965 / 1966                 | В. А. Фице А. Ф. Колесников                                                    | | 50 000  |
| 2  | 1966 / 1967                 |                                                                                | |         |
| 3  | 1968 / 1969                 | Г. Ф. Бакалинский Н. Е. Бугельская и др.                                       | |         |
| 4  | 1969 / 1970                 | Г. Ф. Бакалинский Н. П. Возженников и др.                                      | |         |
| 5  | 1970 / 1971                 | Е. Б. Соркин (редактор)                                                        | А. Ф. Колесников, М. И. Штемпель, В. А. Орлов, Л. И. Ильичев, Г. Ф. Бакалинский, В. Л. Черняк, М. Н. Горбунов, М. Н. Израэлит, Е. Б. Соркин | 50 000  |
| 6  | 1971 / 1972                 | Е. Б. Соркин (редактор-составитель)                                            | | 75 000  |
| 7  | 1972 / 1973                 | Е. Б. Соркин (редактор-составитель)                                            | Г. Ф. Бакалинский, С. М. Блехман, М. Н. Израэлит, А. И. Качинский, А. Ф. Колесников, И. Н. Меркулов, В. А. Орлов, Б. К. Стальбаум, Е. Б. Соркин, В. Л. Черняк, М. И. Штемпель | 100 000 |
| 8  | 1973 / 1974                 | Е. Б. Соркин (составитель) В. И. Трубицын (редактор)                           | Г. Ф. Бакалинский, С. М. Блехман, Я. Б. Гуревич, М. Н. Израэлит, В. А. Орлов, В. П. Попов, Е. П. Сашенков, М. П. Соколов, Е. Б. Соркин, В. И. Трубицын, В. Л. Черняк, М. И. Штемпель, В. А. Якобс | 100 000 |
| 9  | 1974 / 1975                 | В. И. Трубицын (составитель) А. А. Миль (редактор)                             | Г. Ф. Бакалинский, Е. Б. Соркин, А. А. Миль, В. Л. Черняк, В. И. Трубицын, С. М. Якубович, А. А. Шахмагон, Ю. А. Ковалёв | 100 000 |
| 10 | 1975 / 1976                 | А. А. Миль (составитель) М. Н. Носова (редактор)                               | Г. Ф. Бакалинский, И. Я. Вакс, С. А. Горюшина, С. Н. Дружинин, М. Н. Израэлит, А. И. Качинский, Н. П. Коробочкин, В. Б. Левитина, М. Е. Левин, М. А. Левшня, П. Ф. Мазур, И. Н. Меркулов, А. А. Миль, В. А. Орлов, Н. Г. Самородова, Е. П. Сашенков, Г. М. Фролова, С. М. Хохлов, О. Е. Чернецкий, В. Л. Черняк, М. И. Штемпель | 100 000 |
| 11 | 1976 / 1977                 | А. А. Миль (составитель) М. Н. Носова (редактор)                               | Г. Ф. Бакалинский, И. Я. Вакс, С. А. Горюшина, Е. П. Зимина, М. Н. Израэлит, А. И. Качинский, Е. М. Кирпонос, Н. П. Коробочкин, М. Е. Левин, Ю. С. Лурье, А. А. Миль, В. А. Орлов, Н. Г. Самородова, Н. К. Спивак, Б. К. Стальбаум, О. Е. Чернецкий, В. Л. Черняк, В. В. Шлеев, М. Л. Штемпель                                  | 90 000  |
| 12 | 1977 / 1978                 | А. А. Миль (составитель) М. Н. Носова (редактор)                               | Г. Авдеев, Г. Ф. Бакалинский, Н. И. Владинец, И. Я. Вакс, Д. В. Кузнецов, Н. П. Коробочкин, М. Е. Левин, Ю. С. Лурье, А. А. Миль, В. А. Орлов, С. Б. Соловьёв, Н. К. Спивак, В. Уваров, В. Н. Фурман, О. Е. Чернецкий, В. Л. Черняк                                                                                             | 100 000 |
| 13 | 1978 / 1979                 | Е. Б. Соркин (составитель) В. А. Орлов (отв. редактор) М. Н. Носова (редактор) | А. Н. Вигилев, А. И. Качинский, Б. М. Кисин, Ю. С. Лурье, И. Н. Меркулов, Я. А. Озолиньш, В. А. Орлов, Н. В. Орлов, Е. П. Сашенков, А. М. Скрылев, М. П. Соколов, Е. Б. Соркин, В. Л. Черняк, В. А. Якобс | 100 000 |